# Volleyball Nations League femminile 2021
La Volleyball Nations League 2021 si è svolta dal 25 maggio al 25 giugno 2021: al torneo hanno partecipato sedici squadre nazionali e la vittoria finale è andata per la terza volta consecutiva agli Stati Uniti.

## Regolamento

### Formula
Le squadre sono state divise in due categorie, quella principale e quella secondaria (quest'ultima, in questa edizione, ha compreso Belgio, Canada, Repubblica Dominicana e Polonia): tuttavia le squadre hanno disputato un unico torneo senza alcuna distinzione.
Le squadre hanno disputato una prima fase a gironi con formula del girone all'italiana; al termine della prima fase:
- Le prime quattro classificate hanno acceduto alla Final Four, strutturata in semifinali, finale per il terzo posto e finale.
- L'ultima classificata tra le squadre della categoria secondaria è retrocessa.

### Criteri di classifica
Se il risultato finale è stato di 3-0 o 3-1 sono stati assegnati 3 punti alla squadra vincente e 0 a quella sconfitta, se il risultato finale è stato di 3-2 sono stati assegnati 2 punti alla squadra vincente e 1 a quella sconfitta.
L'ordine del posizionamento in classifica è stato definito in base a:
- Numero di partite vinte;
- Punti;
- Ratio dei set vinti/persi;
- Ratio dei punti realizzati/subiti;
- Risultati degli scontri diretti.

## Squadre partecipanti
| Squadra         | Qualificazione              | Ultima partecipazione          |
| --------------- | --------------------------- | ------------------------------ |
| Belgio          | Wild card                   | Volleyball Nations League 2019 |
| Brasile         | Wild card                   | Volleyball Nations League 2019 |
| Canada          | 1ª alla Challenger Cup 2019 | Debutto                        |
| Cina            | Wild card                   | Volleyball Nations League 2019 |
| Corea del Sud   | Wild card                   | Volleyball Nations League 2019 |
| Germania        | Wild card                   | Volleyball Nations League 2019 |
| Giappone        | Wild card                   | Volleyball Nations League 2019 |
| Italia          | Wild card                   | Volleyball Nations League 2019 |
| Paesi Bassi     | Wild card                   | Volleyball Nations League 2019 |
| Polonia         | Wild card                   | Volleyball Nations League 2019 |
| Rep. Dominicana | Wild card                   | Volleyball Nations League 2019 |
| Russia          | Wild card                   | Volleyball Nations League 2019 |
| Serbia          | Wild card                   | Volleyball Nations League 2019 |
| Stati Uniti     | Wild card                   | Volleyball Nations League 2019 |
| Thailandia      | Wild card                   | Volleyball Nations League 2019 |
| Turchia         | Wild card                   | Volleyball Nations League 2019 |

## Torneo

### Fase a gironi

#### Prima settimana
| 25 maggio 2021 Rimini Fiera, Rimini Durata: 1h:23 - Spettatori: ? | Paesi Bassi     | 3 - 0 | Belgio          | 25-21, 25-19, 25-18               |
| 25 maggio 2021 Rimini Fiera, Rimini Durata: 2h:24 - Spettatori: ? | Turchia         | 3 - 2 | Serbia          | 25-21, 18-25, 25-23, 22-25, 16-14 |
| 25 maggio 2021 Rimini Fiera, Rimini Durata: 1h:38 - Spettatori: ? | Germania        | 0 - 3 | Russia          | 21-25, 22-25, 19-25               |
| 25 maggio 2021 Rimini Fiera, Rimini Durata: 1h:17 - Spettatori: ? | Giappone        | 3 - 0 | Thailandia      | 25-15, 25-17, 25-16               |
| 25 maggio 2021 Rimini Fiera, Rimini Durata: 1h:58 - Spettatori: ? | Cina            | 3 - 1 | Corea del Sud   | 23-25, 25-19, 25-19, 25-18        |
| 25 maggio 2021 Rimini Fiera, Rimini Durata: 1h:25 - Spettatori: ? | Rep. Dominicana | 0 - 3 | Stati Uniti     | 20-25, 21-25, 12-25               |
| 25 maggio 2021 Rimini Fiera, Rimini Durata: 2h:29 - Spettatori: ? | Italia          | 2 - 3 | Polonia         | 22-25, 25-22, 25-20, 22-25, 15-17 |
| 25 maggio 2021 Rimini Fiera, Rimini Durata: 1h:49 - Spettatori: ? | Brasile         | 3 - 1 | Canada          | 23-25, 25-11, 25-9, 25-14         |
| 26 maggio 2021 Rimini Fiera, Rimini Durata: 2h:24 - Spettatori: ? | Paesi Bassi     | 2 - 3 | Germania        | 25-18, 18-25, 30-28, 23-25, 12-15 |
| 26 maggio 2021 Rimini Fiera, Rimini Durata: 1h:50 - Spettatori: ? | Thailandia      | 1 - 3 | Corea del Sud   | 25-15, 13-25, 18-25, 17-25        |
| 26 maggio 2021 Rimini Fiera, Rimini Durata: 1h:17 - Spettatori: ? | Cina            | 0 - 3 | Giappone        | 13-25, 19-25, 17-25               |
| 26 maggio 2021 Rimini Fiera, Rimini Durata: 2h:22 - Spettatori: ? | Belgio          | 2 - 3 | Russia          | 25-23, 25-21, 19-25, 19-25, 8-15  |
| 26 maggio 2021 Rimini Fiera, Rimini Durata: 1h:54 - Spettatori: ? | Serbia          | 3 - 1 | Polonia         | 20-25, 25-17, 25-16, 25-21        |
| 26 maggio 2021 Rimini Fiera, Rimini Durata: 1h:32 - Spettatori: ? | Brasile         | 3 - 0 | Rep. Dominicana | 25-20, 25-13, 25-17               |
| 26 maggio 2021 Rimini Fiera, Rimini Durata: 1h:21 - Spettatori: ? | Turchia         | 3 - 0 | Italia          | 25-13, 25-23, 25-16               |
| 26 maggio 2021 Rimini Fiera, Rimini Durata: 1h:19 - Spettatori: ? | Stati Uniti     | 3 - 0 | Canada          | 26-24, 25-15, 25-10               |
| 27 maggio 2021 Rimini Fiera, Rimini Durata: 1h:22 - Spettatori: ? | Germania        | 3 - 0 | Belgio          | 25-20, 25-19, 25-13               |
| 27 maggio 2021 Rimini Fiera, Rimini Durata: 1h:55 - Spettatori: ? | Russia          | 1 - 3 | Paesi Bassi     | 14-25, 22-25, 25-23, 20-25        |
| 27 maggio 2021 Rimini Fiera, Rimini Durata: 1h:29 - Spettatori: ? | Corea del Sud   | 0 - 3 | Giappone        | 18-25, 18-25, 25-27               |
| 27 maggio 2021 Rimini Fiera, Rimini Durata: 2h:11 - Spettatori: ? | Canada          | 1 - 3 | Rep. Dominicana | 17-25, 24-26, 30-28, 16-25        |
| 27 maggio 2021 Rimini Fiera, Rimini Durata: 1h:16 - Spettatori: ? | Cina            | 3 - 0 | Thailandia      | 25-15, 25-15, 25-23               |
| 27 maggio 2021 Rimini Fiera, Rimini Durata: 2h:15 - Spettatori: ? | Polonia         | 1 - 3 | Turchia         | 23-25, 27-25, 23-25, 20-25        |
| 27 maggio 2021 Rimini Fiera, Rimini Durata: 2h:09 - Spettatori: ? | Brasile         | 1 - 3 | Stati Uniti     | 17-25, 19-25, 25-23, 22-25        |
| 27 maggio 2021 Rimini Fiera, Rimini Durata: 2h:01 - Spettatori: ? | Serbia          | 3 - 1 | Italia          | 25-18, 23-25, 26-24, 25-20        |

#### Seconda settimana
| 31 maggio 2021 Rimini Fiera, Rimini Durata: 1h:16 - Spettatori: ? | Thailandia      | 0 - 3 | Paesi Bassi     | 20-25, 9-25, 18-25                |
| 31 maggio 2021 Rimini Fiera, Rimini Durata: 2h:27 - Spettatori: ? | Belgio          | 3 - 2 | Rep. Dominicana | 31-33, 19-25, 25-20, 25-16, 15-11 |
| 31 maggio 2021 Rimini Fiera, Rimini Durata: 2h:17 - Spettatori: ? | Cina            | 3 - 2 | Germania        | 20-25, 19-25, 27-25, 25-21, 15-9  |
| 31 maggio 2021 Rimini Fiera, Rimini Durata: 1h:21 - Spettatori: ? | Brasile         | 3 - 0 | Giappone        | 25-15, 25-19, 25-21               |
| 31 maggio 2021 Rimini Fiera, Rimini Durata: 2h:21 - Spettatori: ? | Canada          | 2 - 3 | Turchia         | 23-25, 25-19, 25-22, 23-25, 12-15 |
| 31 maggio 2021 Rimini Fiera, Rimini Durata: 1h:25 - Spettatori: ? | Corea del Sud   | 0 - 3 | Polonia         | 15-25, 20-25, 22-25               |
| 31 maggio 2021 Rimini Fiera, Rimini Durata: 1h:24 - Spettatori: ? | Serbia          | 0 - 3 | Stati Uniti     | 20-25, 16-25, 12-25               |
| 31 maggio 2021 Rimini Fiera, Rimini Durata: 1h:35 - Spettatori: ? | Russia          | 3 - 0 | Italia          | 26-24, 25-23, 27-25               |
| 1º giugno 2021 Rimini Fiera, Rimini Durata: 1h:31 - Spettatori: ? | Turchia         | 3 - 0 | Germania        | 25-20, 25-20, 25-22               |
| 1º giugno 2021 Rimini Fiera, Rimini Durata: 1h:41 - Spettatori: ? | Rep. Dominicana | 3 - 0 | Corea del Sud   | 25-23, 28-26, 25-18               |
| 1º giugno 2021 Rimini Fiera, Rimini Durata: 2h:11 - Spettatori: ? | Belgio          | 3 - 2 | Polonia         | 25-15, 17-25, 25-19, 22-25, 15-12 |
| 1º giugno 2021 Rimini Fiera, Rimini Durata: 1h:29 - Spettatori: ? | Serbia          | 3 - 0 | Thailandia      | 25-19, 25-23, 25-23               |
| 1º giugno 2021 Rimini Fiera, Rimini Durata: 2h:16 - Spettatori: ? | Cina            | 2 - 3 | Canada          | 22-25, 25-21, 17-25, 25-15, 12-15 |
| 1º giugno 2021 Rimini Fiera, Rimini Durata: 1h:25 - Spettatori: ? | Stati Uniti     | 3 - 0 | Paesi Bassi     | 25-22, 25-15, 25-18               |
| 1º giugno 2021 Rimini Fiera, Rimini Durata: 2h:13 - Spettatori: ? | Italia          | 2 - 3 | Giappone        | 25-27, 19-25, 25-16, 25-21, 13-15 |
| 1º giugno 2021 Rimini Fiera, Rimini Durata: 1h:29 - Spettatori: ? | Brasile         | 3 - 0 | Russia          | 25-20, 25-11, 25-18               |
| 2 giugno 2021 Rimini Fiera, Rimini Durata: 2h:22 - Spettatori: ?  | Belgio          | 3 - 2 | Corea del Sud   | 23-25, 25-23, 25-16, 19-25, 15-12 |
| 2 giugno 2021 Rimini Fiera, Rimini Durata: 1h:16 - Spettatori: ?  | Thailandia      | 0 - 3 | Stati Uniti     | 17-25, 14-25, 16-25               |
| 2 giugno 2021 Rimini Fiera, Rimini Durata: 1h:36 - Spettatori: ?  | Germania        | 0 - 3 | Canada          | 28-30, 25-27, 14-25               |
| 2 giugno 2021 Rimini Fiera, Rimini Durata: 1h:33 - Spettatori: ?  | Giappone        | 3 - 0 | Russia          | 25-20, 25-21, 25-21               |
| 2 giugno 2021 Rimini Fiera, Rimini Durata: 1h:29 - Spettatori: ?  | Cina            | 0 - 3 | Turchia         | 15-25, 23-25, 21-25               |
| 2 giugno 2021 Rimini Fiera, Rimini Durata: 2h:12 - Spettatori: ?  | Polonia         | 1 - 3 | Rep. Dominicana | 25-22, 22-25, 26-28, 21-25        |
| 2 giugno 2021 Rimini Fiera, Rimini Durata: 1h:59 - Spettatori: ?  | Paesi Bassi     | 3 - 1 | Serbia          | 25-22, 25-16, 18-25, 25-21        |
| 2 giugno 2021 Rimini Fiera, Rimini Durata: 1h:55 - Spettatori: ?  | Brasile         | 3 - 1 | Italia          | 19-25, 25-15, 25-19, 25-19        |

#### Terza settimana
| 6 giugno 2021 Rimini Fiera, Rimini Durata: 2h:28 - Spettatori: ? | Cina            | 2 - 3 | Belgio          | 25-17, 25-27, 25-23, 21-25, 8-15  |
| 6 giugno 2021 Rimini Fiera, Rimini Durata: 1h:31 - Spettatori: ? | Giappone        | 0 - 3 | Paesi Bassi     | 22-25, 20-25, 23-25               |
| 6 giugno 2021 Rimini Fiera, Rimini Durata: 1h:46 - Spettatori: ? | Turchia         | 3 - 1 | Thailandia      | 23-25, 25-12, 25-20, 25-9         |
| 6 giugno 2021 Rimini Fiera, Rimini Durata: 2h:27 - Spettatori: ? | Rep. Dominicana | 2 - 3 | Russia          | 18-25, 25-21, 20-25, 25-22, 8-15  |
| 6 giugno 2021 Rimini Fiera, Rimini Durata: 1h:14 - Spettatori: ? | Brasile         | 3 - 0 | Serbia          | 25-12, 25-14, 25-13               |
| 6 giugno 2021 Rimini Fiera, Rimini Durata: 2h:14 - Spettatori: ? | Canada          | 2 - 3 | Polonia         | 25-22, 25-21, 21-25, 17-25, 7-15  |
| 6 giugno 2021 Rimini Fiera, Rimini Durata: 2h:04 - Spettatori: ? | Italia          | 3 - 1 | Corea del Sud   | 27-25, 23-25, 25-22, 25-20        |
| 6 giugno 2021 Rimini Fiera, Rimini Durata: 1h:22 - Spettatori: ? | Germania        | 0 - 3 | Stati Uniti     | 23-25, 13-25, 13-25               |
| 7 giugno 2021 Rimini Fiera, Rimini Durata: 1h:47 - Spettatori: ? | Russia          | 3 - 1 | Thailandia      | 25-14, 18-25, 25-14, 25-20        |
| 7 giugno 2021 Rimini Fiera, Rimini Durata: 2h:10 - Spettatori: ? | Turchia         | 1 - 3 | Rep. Dominicana | 22-25, 21-25, 25-23, 17-25        |
| 7 giugno 2021 Rimini Fiera, Rimini Durata: 1h:17 - Spettatori: ? | Canada          | 0 - 3 | Giappone        | 16-25, 15-25, 15-25               |
| 7 giugno 2021 Rimini Fiera, Rimini Durata: 2h:00 - Spettatori: ? | Cina            | 1 - 3 | Serbia          | 22-25, 18-25, 25-20, 22-25        |
| 7 giugno 2021 Rimini Fiera, Rimini Durata: 1h:21 - Spettatori: ? | Corea del Sud   | 0 - 3 | Stati Uniti     | 16-25, 12-25, 14-25               |
| 7 giugno 2021 Rimini Fiera, Rimini Durata: 2h:18 - Spettatori: ? | Polonia         | 2 - 3 | Paesi Bassi     | 25-21, 23-25, 25-22, 21-25, 9-15  |
| 7 giugno 2021 Rimini Fiera, Rimini Durata: 1h:23 - Spettatori: ? | Germania        | 0 - 3 | Italia          | 21-25, 19-25, 11-25               |
| 7 giugno 2021 Rimini Fiera, Rimini Durata: 1h:28 - Spettatori: ? | Belgio          | 0 - 3 | Brasile         | 18-25, 16-25, 17-25               |
| 8 giugno 2021 Rimini Fiera, Rimini Durata: 1h:30 - Spettatori: ? | Thailandia      | 0 - 3 | Rep. Dominicana | 16-25, 17-25, 23-25               |
| 8 giugno 2021 Rimini Fiera, Rimini Durata: 2h:23 - Spettatori: ? | Turchia         | 3 - 2 | Russia          | 25-22, 22-25, 25-18, 18-25, 15-7  |
| 8 giugno 2021 Rimini Fiera, Rimini Durata: 1h:25 - Spettatori: ? | Canada          | 0 - 3 | Paesi Bassi     | 19-25, 12-25, 21-25               |
| 8 giugno 2021 Rimini Fiera, Rimini Durata: 2h:21 - Spettatori: ? | Giappone        | 3 - 2 | Polonia         | 22-25, 22-25, 25-22, 25-23, 16-14 |
| 8 giugno 2021 Rimini Fiera, Rimini Durata: 2h:24 - Spettatori: ? | Cina            | 3 - 2 | Brasile         | 18-25, 25-22, 25-20, 14-25, 15-12 |
| 8 giugno 2021 Rimini Fiera, Rimini Durata: 1h:33 - Spettatori: ? | Germania        | 3 - 0 | Corea del Sud   | 25-12, 25-21, 25-22               |
| 8 giugno 2021 Rimini Fiera, Rimini Durata: 2h:35 - Spettatori: ? | Belgio          | 3 - 2 | Serbia          | 23-25, 26-24, 25-21, 23-25, 15-10 |
| 8 giugno 2021 Rimini Fiera, Rimini Durata: 1h:50 - Spettatori: ? | Italia          | 1 - 3 | Stati Uniti     | 18-25, 21-25, 25-20, 16-25        |

#### Quarta settimana
| 12 giugno 2021 Rimini Fiera, Rimini Durata: 1h:33 - Spettatori: ? | Russia          | 3 - 0 | Corea del Sud   | 25-23, 25-17, 25-17               |
| 12 giugno 2021 Rimini Fiera, Rimini Durata: 2h:02 - Spettatori: ? | Thailandia      | 3 - 1 | Germania        | 24-26, 25-21, 25-21, 25-16        |
| 12 giugno 2021 Rimini Fiera, Rimini Durata: 1h:51 - Spettatori: ? | Giappone        | 3 - 1 | Turchia         | 25-17, 25-20, 17-25, 25-19        |
| 12 giugno 2021 Rimini Fiera, Rimini Durata: 1h:20 - Spettatori: ? | Stati Uniti     | 3 - 0 | Belgio          | 25-9, 26-24, 25-20                |
| 12 giugno 2021 Rimini Fiera, Rimini Durata: 1h:41 - Spettatori: ? | Cina            | 3 - 0 | Paesi Bassi     | 25-12, 25-18, 33-31               |
| 12 giugno 2021 Rimini Fiera, Rimini Durata: 2h:00 - Spettatori: ? | Canada          | 3 - 1 | Serbia          | 25-21, 22-25, 25-21, 25-18        |
| 12 giugno 2021 Rimini Fiera, Rimini Durata: 2h:12 - Spettatori: ? | Rep. Dominicana | 3 - 1 | Italia          | 25-21, 25-19, 22-25, 26-24        |
| 12 giugno 2021 Rimini Fiera, Rimini Durata: 1h:35 - Spettatori: ? | Polonia         | 0 - 3 | Brasile         | 22-25, 20-25, 23-25               |
| 13 giugno 2021 Rimini Fiera, Rimini Durata: 1h:24 - Spettatori: ? | Turchia         | 3 - 0 | Belgio          | 25-20, 25-17, 25-19               |
| 13 giugno 2021 Rimini Fiera, Rimini Durata: 1h:33 - Spettatori: ? | Stati Uniti     | 3 - 0 | Giappone        | 25-23, 26-24, 25-20               |
| 13 giugno 2021 Rimini Fiera, Rimini Durata: 2h:19 - Spettatori: ? | Italia          | 2 - 3 | Paesi Bassi     | 21-25, 28-26, 25-20, 21-25, 10-15 |
| 13 giugno 2021 Rimini Fiera, Rimini Durata: 1h:57 - Spettatori: ? | Rep. Dominicana | 1 - 3 | Cina            | 14-25, 20-25, 25-19, 22-25        |
| 13 giugno 2021 Rimini Fiera, Rimini Durata: 1h:14 - Spettatori: ? | Russia          | 3 - 0 | Canada          | 25-15, 25-12, 25-14               |
| 13 giugno 2021 Rimini Fiera, Rimini Durata: 2h:03 - Spettatori: ? | Corea del Sud   | 3 - 1 | Serbia          | 25-13, 23-25, 25-13, 25-23        |
| 13 giugno 2021 Rimini Fiera, Rimini Durata: 1h:28 - Spettatori: ? | Thailandia      | 0 - 3 | Polonia         | 23-25, 15-25, 20-25               |
| 13 giugno 2021 Rimini Fiera, Rimini Durata: 2h:08 - Spettatori: ? | Germania        | 1 - 3 | Brasile         | 25-22, 17-25, 21-25, 22-25        |
| 14 giugno 2021 Rimini Fiera, Rimini Durata: 1h:59 - Spettatori: ? | Belgio          | 1 - 3 | Giappone        | 25-23, 22-25, 21-25, 21-25        |
| 14 giugno 2021 Rimini Fiera, Rimini Durata: 1h:22 - Spettatori: ? | Russia          | 3 - 0 | Serbia          | 25-8, 25-17, 25-23                |
| 14 giugno 2021 Rimini Fiera, Rimini Durata: 2h:22 - Spettatori: ? | Paesi Bassi     | 1 - 3 | Rep. Dominicana | 23-25, 25-23, 28-30, 22-25        |
| 14 giugno 2021 Rimini Fiera, Rimini Durata: 1h:30 - Spettatori: ? | Germania        | 3 - 0 | Polonia         | 25-23, 25-20, 25-23               |
| 14 giugno 2021 Rimini Fiera, Rimini Durata: 1h:25 - Spettatori: ? | Cina            | 3 - 0 | Italia          | 25-19, 25-11, 25-19               |
| 14 giugno 2021 Rimini Fiera, Rimini Durata: 2h:29 - Spettatori: ? | Corea del Sud   | 3 - 2 | Canada          | 15-25, 25-18, 27-29, 25-20, 21-19 |
| 14 giugno 2021 Rimini Fiera, Rimini Durata: 1h:16 - Spettatori: ? | Brasile         | 3 - 0 | Thailandia      | 25-11, 25-14, 25-10               |
| 14 giugno 2021 Rimini Fiera, Rimini Durata: 2h:00 - Spettatori: ? | Stati Uniti     | 3 - 1 | Turchia         | 25-21, 23-25, 25-15, 25-14        |

#### Quinta settimana
| 18 giugno 2021 Rimini Fiera, Rimini Durata: 1h:31 - Spettatori: ? | Germania        | 3 - 0 | Serbia          | 25-23, 25-16, 25-21               |
| 18 giugno 2021 Rimini Fiera, Rimini Durata: 2h:24 - Spettatori: ? | Giappone        | 3 - 2 | Rep. Dominicana | 18-25, 24-26, 25-22, 25-15, 15-11 |
| 18 giugno 2021 Rimini Fiera, Rimini Durata: 2h:06 - Spettatori: ? | Thailandia      | 1 - 3 | Belgio          | 23-25, 24-26, 25-23, 15-25        |
| 18 giugno 2021 Rimini Fiera, Rimini Durata: 1h:35 - Spettatori: ? | Corea del Sud   | 0 - 3 | Brasile         | 18-25, 23-25, 18-25               |
| 18 giugno 2021 Rimini Fiera, Rimini Durata: 1h:32 - Spettatori: ? | Cina            | 3 - 0 | Russia          | 25-18, 25-23, 25-16               |
| 18 giugno 2021 Rimini Fiera, Rimini Durata: 1h:44 - Spettatori: ? | Polonia         | 0 - 3 | Stati Uniti     | 27-29, 27-29, 14-25               |
| 18 giugno 2021 Rimini Fiera, Rimini Durata: 1h:22 - Spettatori: ? | Canada          | 0 - 3 | Italia          | 18-25, 20-25, 20-25               |
| 18 giugno 2021 Rimini Fiera, Rimini Durata: 1h:32 - Spettatori: ? | Turchia         | 3 - 0 | Paesi Bassi     | 27-25, 25-20, 25-20               |
| 19 giugno 2021 Rimini Fiera, Rimini Durata: 1h:21 - Spettatori: ? | Rep. Dominicana | 3 - 0 | Serbia          | 25-14, 25-20, 25-18               |
| 19 giugno 2021 Rimini Fiera, Rimini Durata: 2h:01 - Spettatori: ? | Stati Uniti     | 3 - 1 | Russia          | 25-21, 25-27, 25-23, 25-15        |
| 19 giugno 2021 Rimini Fiera, Rimini Durata: 2h:02 - Spettatori: ? | Giappone        | 3 - 1 | Germania        | 25-23, 19-25, 26-24, 25-15        |
| 19 giugno 2021 Rimini Fiera, Rimini Durata: 1h:19 - Spettatori: ? | Thailandia      | 3 - 0 | Canada          | 25-16, 25-17, 25-17               |
| 19 giugno 2021 Rimini Fiera, Rimini Durata: 1h:27 - Spettatori: ? | Cina            | 3 - 0 | Polonia         | 26-24, 25-22, 25-16               |
| 19 giugno 2021 Rimini Fiera, Rimini Durata: 2h:04 - Spettatori: ? | Corea del Sud   | 1 - 3 | Turchia         | 23-25, 25-20, 17-25, 18-25        |
| 19 giugno 2021 Rimini Fiera, Rimini Durata: 1h:33 - Spettatori: ? | Brasile         | 3 - 0 | Paesi Bassi     | 25-19, 25-19, 25-20               |
| 19 giugno 2021 Rimini Fiera, Rimini Durata: 2h:09 - Spettatori: ? | Belgio          | 3 - 2 | Italia          | 25-17, 20-25, 22-25, 25-17, 15-10 |
| 20 giugno 2021 Rimini Fiera, Rimini Durata: 2h:31 - Spettatori: ? | Rep. Dominicana | 3 - 2 | Germania        | 25-21, 25-22, 14-25, 25-27, 15-9  |
| 20 giugno 2021 Rimini Fiera, Rimini Durata: 1h:18 - Spettatori: ? | Cina            | 3 - 0 | Stati Uniti     | 25-10, 25-20, 25-17               |
| 20 giugno 2021 Rimini Fiera, Rimini Durata: 2h:19 - Spettatori: ? | Thailandia      | 1 - 3 | Italia          | 35-33, 21-25, 25-27, 20-25        |
| 20 giugno 2021 Rimini Fiera, Rimini Durata: 1h:18 - Spettatori: ? | Giappone        | 3 - 0 | Serbia          | 25-12, 25-22, 25-15               |
| 20 giugno 2021 Rimini Fiera, Rimini Durata: 2h:11 - Spettatori: ? | Russia          | 2 - 3 | Polonia         | 17-25, 25-20, 16-25, 25-22, 7-15  |
| 20 giugno 2021 Rimini Fiera, Rimini Durata: 2h:28 - Spettatori: ? | Corea del Sud   | 2 - 3 | Paesi Bassi     | 20-25, 25-23, 18-25, 25-22, 12-15 |
| 20 giugno 2021 Rimini Fiera, Rimini Durata: 1h:30 - Spettatori: ? | Belgio          | 3 - 0 | Canada          | 26-24, 25-17, 25-17               |
| 20 giugno 2021 Rimini Fiera, Rimini Durata: 2h:02 - Spettatori: ? | Brasile         | 3 - 1 | Turchia         | 25-18, 25-16, 25-27, 25-15        |

#### Classifica
| Pos. | Squadra         | Pt | G  | V  | P  | SV | SP | Ratio | PF    | PS    | Ratio |
| ---- | --------------- | -- | -- | -- | -- | -- | -- | ----- | ----- | ----- | ----- |
| 1.   | Stati Uniti     | 42 | 15 | 14 | 1  | 42 | 7  | 6,000 | 1 199 | 931   | 1,287 |
| 2.   | Brasile         | 40 | 15 | 13 | 2  | 42 | 10 | 4,200 | 1 251 | 954   | 1,311 |
| 3.   | Giappone        | 33 | 15 | 12 | 3  | 36 | 18 | 2,000 | 1 150 | 1 026 | 1,121 |
| 4.   | Turchia         | 30 | 15 | 11 | 4  | 37 | 21 | 1,761 | 1 245 | 1 113 | 1,118 |
| 5.   | Cina            | 30 | 15 | 10 | 5  | 35 | 21 | 1,666 | 1 254 | 1 152 | 1,088 |
| 6.   | Rep. Dominicana | 29 | 15 | 9  | 6  | 34 | 25 | 1,360 | 1 319 | 1 306 | 1,009 |
| 7.   | Paesi Bassi     | 25 | 15 | 9  | 6  | 30 | 26 | 1,153 | 1 265 | 1 219 | 1,037 |
| 8.   | Russia          | 24 | 15 | 8  | 7  | 30 | 26 | 1,153 | 1 210 | 1 180 | 1,025 |
| 9.   | Belgio          | 19 | 15 | 8  | 7  | 27 | 34 | 0,794 | 1 282 | 1 333 | 0,961 |
| 10.  | Germania        | 16 | 15 | 5  | 10 | 22 | 32 | 0,687 | 1 167 | 1 224 | 0,953 |
| 11.  | Polonia         | 15 | 15 | 5  | 10 | 24 | 36 | 0,666 | 1 309 | 1 335 | 0,980 |
| 12.  | Italia          | 16 | 15 | 4  | 11 | 24 | 35 | 0,685 | 1 282 | 1 347 | 0,951 |
| 13.  | Serbia          | 14 | 15 | 4  | 11 | 19 | 36 | 0,527 | 1 115 | 1 274 | 0,875 |
| 14.  | Canada          | 11 | 15 | 3  | 12 | 17 | 39 | 0,435 | 1 094 | 1 309 | 0,835 |
| 15.  | Corea del Sud   | 10 | 15 | 3  | 12 | 16 | 40 | 0,400 | 1 157 | 1 298 | 0,891 |
| 16.  | Thailandia      | 6  | 15 | 2  | 13 | 11 | 40 | 0,275 | 983   | 1 224 | 0,803 |

      Qualificata alla Final Four.
      Retrocessa.

### Final Four
|  | Semifinali | Semifinali  | Semifinali  |             |         | Finale          | Finale          | Finale          |  |
|  |            |             |             |             |         |                 |                 |                 |  |
|  | 2          | Brasile     | 3           |             |         |                 |                 |                 |  |
|  | 2          | Brasile     | 3           |             |         |                 |                 |                 |  |
|  | 3          | Giappone    | 1           |             |         |                 |                 |                 |  |
|  | 3          | Giappone    | 1           |             | Brasile | Brasile         | 1               |                 |  |
|  |            |             |             |             | Brasile | Brasile         | 1               |                 |  |
|  |            |             | Stati Uniti | Stati Uniti | 3       |                 |                 |                 |  |
|  | 1          | Stati Uniti | Stati Uniti | Stati Uniti | 3       | 3               |                 |                 |  |
|  | 1          | Stati Uniti |             |             |         | 3               |                 |                 |  |
|  | 4          | Turchia     | 0           |             |         | Finale 3º posto | Finale 3º posto | Finale 3º posto |  |
|  | 4          | Turchia     | 0           |             |         |                 |                 |                 |  |
|  |            |             |             |             |         |                 |                 |                 |  |
|  |            |             |             |             |         | Giappone        | Giappone        | 0               |  |
|  |            |             |             |             |         | Giappone        | Giappone        | 0               |  |
|  |            |             |             |             |         | Turchia         | Turchia         | 3               |  |

#### Semifinali
| 24 giugno 2021 Rimini Fiera, Rimini Durata: 2h:15 - Spettatori: ? | Brasile     | 3 - 1 | Giappone | 25-15, 25-23, 29-31, 25-16 |
| 24 giugno 2021 Rimini Fiera, Rimini Durata: 1h:36 - Spettatori: ? | Stati Uniti | 3 - 0 | Turchia  | 25-21, 25-23, 25-20        |

#### Finale 3º posto
| 25 giugno 2021 Rimini Fiera, Rimini Durata: 1h:22 - Spettatori: ? | Giappone | 0 - 3 | Turchia | 19-25, 16-25, 17-25 |

#### Finale
| 25 giugno 2021 Rimini Fiera, Rimini Durata: 2h:20 - Spettatori: ? | Brasile | 1 - 3 | Stati Uniti | 28-26, 23-25, 23-25, 21-25 |

## Classifica finale
| Pos     | Squadra         | Rosa |
| ------- | --------------- | --- |
| Oro     | Stati Uniti     | Formazione: 1 Hancock, 2 Poulter, 3 Plummer, 4 Wong-Orantes, 6 Dixon, 7 Carlini, 8 Tapp, 10 Larson, 11 Drews, 12 Thompson, 13 Wilhite, 14 Bartsch, 15 Hill, 16 Akinradewo, 17 Courtney, 22 Washington, 23 Robinson, 24 Ogbogu, CT: Kiraly                                            |
| Argento | Brasile         | Formazione: 2 Gattaz, 3 Lins, 5 A. da Silva, 6 Costa, 7 Montibeller, 8 Carneiro, 9 Ratzke, 10 G. Guimarães, 11 Caixeta, 12 Pereira, 13 de Castro, 15 A.C. da Silva, 16 Garay, 17 A.C. de Souza, 18 Brait, 20 Corrêa, 24 Teixeira, 28 M. de Souza, CT: J. Guimarães                   |
| Bronzo  | Turchia         | Formazione: 2 Aköz, 3 Özbay, 4 Şenoğlu, 5 Ercan, 6 Akman, 7 Baladın, 8 Güveli, 9 İsmailoğlu, 10 Aykaç, 11 Aydemir, 12 Ünal, 13 Boz, 14 Erdem, 16 Şahin, 18 Güneş, 19 Kalaç, 20 Cebecioğlu, 22 Aydın, 99 Karakurt, CT: Guidetti                                                       |
| 4       | Giappone        | Formazione: 1 Kurogo, 2 Koga, 3 Shimamura, 5 Araki, 7 Ishii, 8 Ishikawa, 9 Tashiro, 10 Akutagawa, 11 Nabeya, 13 Okumura, 14 Kobata, 15 Inoue, 19 Yamada, 20 Seki, 21 Hayashi, 24 Momii, CT: Nakada                                                                                   |
| 5       | Cina            | Formazione: 1 Yuan, 2 Zhu, 3 Diao, 4 Yang, 5 Gao, 6 Gong, 7 Wang Y., 8 Li Ya., 9 Zhang, 10 Liu X., 11 Yao, 12 Li Yi., 14 Zheng, 15 Lin, 16 Ding, 17 Yan, 18 Wang M., 19 Liu Y., 22 Duan, CT: Lang                                                                                    |
| 6       | Rep. Dominicana | Formazione: 1 Vargas, 3 Eve, 5 Castillo, 6 Domínguez, 7 Marte, 11 Rodríguez, 12 Pérez, 14 Rivera, 16 Peña, 17 Mambrú, 18 de la Cruz, 20 B. Martínez, 21 J. Martínez, 23 González, 25 L. Martínez, CT: Kwiek                                                                          |
| 7       | Paesi Bassi     | Formazione: 1 Knip, 2 Savelkoel, 4 Plak, 7 Lohuis, 8 Korevaar, 9 Schoot, 10 van Aalen, 11 Buijs, 12 Bongaerts, 13 H. Jasper, 16 Baijens, 17 Oude Luttikhuis, 18 M. Jasper, 19 Daalderop, 21 Meijers, 23 Timmerman, 24 de Zwart, 25 Reesink, 26 Dambrink, 27 Scholten, CT: Selinger   |
| 8       | Russia          | Formazione: 2 Malygina, 4 Pilipenko, 5 Fedorovceva, 6 Zarjažko, 8 Hončarova, 9 Gorbunova, 10 Matveeva, 11 Brovkina, 12 A. Lazareva, 13 Starceva, 14 Fetisova, 15 Košeleva, 16 Voronkova, 19 Malova, 20 E. Lazareva, 22 Zayceva, 23 Kapustina, 24 Pipunyrova, 25 Smirnova, CT: Busato |
| 9       | Belgio          | Formazione: 2 Van Sas, 3 Herbots, 4 Lemmens, 5 Guilliams, 6 Gilson, 7 Van Gestel, 9 Demeyer, 10 Sobolska, 11 De Tant, 12 Krenicky, 13 Janssens, 14 De Valkeneer, 15 J. van de Vyver, 17 I. van de Vyver, 18 Rampelberg, 19 Van Avermaet, 21 Stragier, CT: Vande Broek                |
| 10      | Germania        | Formazione: 1 Bock, 2 Kästner, 4 Imoudu, 5 Poll, 6 Geerties, 7 Vanjak, 8 Drewniok, 9 Alsmeier, 10 Stigrot, 12 Orthmann, 14 Schölzel, 16 Ambrosius, 17 Pogany, 20 Bock, 21 Weitzel, 24 Cekulaev, CT: Koslowski                                                                        |
| 11      | Polonia         | Formazione: 1 Nowicka, 3 Alagierska, 5 Kąkolewska, 8 Stenzel, 9 Stysiak, 10 Efimienko, 11 Łukasik, 13 Jagła, 17 Smarzek, 19 Fedusio, 20 Czyrniańska, 21 Drużkowska, 26 Wenerska, 27 Łazowska, 30 Różański, 78 Gryka, 88 Górecka, CT: Nawrocki                                        |
| 12      | Italia          | Formazione: 2 Bosio, 4 Bonifacio, 12 Guerra, 15 Nwakalor, 19 Mingardi, 21 Lubian, 22 Morello, 23 De Bortoli, 24 Mazzaro, 25 Piva, 26 Battistoni, 27 Furlan, 28 Melli, 29 D'Odorico, 31 Fersino, 32 Omoruyi, CT: Bregoli                                                              |
| 13      | Serbia          | Formazione: 2 Lazović, 3 Carić, 6 Uzelac, 7 Jakšić, 21 Kocić, 22 Lozo, 23 Đorđević, 24 Medić, 25 Marković, 26 Savić, 27 Bukilić, 28 Delić, 31 Đurđević, 32 Gočanin, 33 Cvetković, 34 Mirosavljević, CT: Vladisavljev                                                                 |
| 14      | Canada          | Formazione: 1 Bujan, 3 Van Ryk, 5 Smith, 6 White, 7 Van Buskirk, 8 Ogoms, 9 Gray, 11 Mitrovic, 12 Cross, 13 O'Reilly, 14 Howe, 15 Joseph, 16 Livingston, 18 Robitaille, 19 Maglio, 22 Snape, 23 Austin, CT: Winzer                                                                   |
| 15      | Corea del Sud   | Formazione: 1 Lee S.y., 2 Lee D.h., 3 Yeum, 5 Han D.h., 6 Kim D.i., 7 Ahn, 8 Park E.j., 9 Oh, 10 Kim Y.k., 12 Han S.y., 13 Park J.a., 14 Yang, 15 Yuk, 16 Jeong, 19 Pyo, CT: Lavarini                                                                                                |
| 16      | Thailandia      | Formazione: 2 Pannoy, 3 Manakij, 5 Thinkaow, 6 Sittirak, 8 Sang-Ob, 9 Chuewulim, 10 Apinyapong, 11 Hyapha, 12 Chaisri, 13 Tomkom, 14 Juangjan, 15 Kanthong, 17 Piampongsan, 19 Krause, 20 Phomla, 22 Nilapa, 24 Nuanjam, CT: Sriutthawong                                            |

## Premi individuali
| Premio                 | Nome                 | Squadra     |
| ---------------------- | -------------------- | ----------- |
| MVP                    | Michelle Bartsch     | Stati Uniti |
| Miglior palleggiatrice | Jordyn Poulter       | Stati Uniti |
| Miglior opposto        | Tandara Caixeta      | Brasile     |
| Miglior schiacciatrice | Michelle Bartsch     | Stati Uniti |
| Miglior schiacciatrice | Gabriela Guimarães   | Brasile     |
| Miglior centrale       | Eda Erdem            | Turchia     |
| Miglior centrale       | Caroline Gattaz      | Brasile     |
| Miglior libero         | Justine Wong-Orantes | Stati Uniti |